# 사랑이 보이지 않아
〈사랑이 보이지 않아〉(일본어: 愛が見えない)는 일본의 밴드 ZARD가 발표한 15번째 싱글 앨범으로, 1995년 6월 5일 발매되었다. (8cm CD: JBDJ-1003) 사카이 이즈미가 작사를, 오자와 마사즈미(小澤正澄)가 작곡을, 하야마 타케시(葉山たけし)가 편곡을 맡았다. 2007년 9월 발매된 《music freak magazine》에 게재된 내용에 따르면, 18개의 사전 편곡된 버전이 존재했던 것으로 알려진 〈운명의 룰렛을 돌리며〉에 견줄만큼 이 곡 역시 사전 편곡이 많이 되어있는 곡이다. 동년에 화장품 브랜드 SEE BREEZE의 광고 삽입곡으로도 사용되었다.
B사이드 곡은 〈Teenage dream〉이며 사카이 이즈미 작사, 쿠리바야시 세이이치로 작곡, 아카시 마사오가 편곡했다. 이 곡은 1995년 3월 발매된 DEEN의 싱글의 타이틀 곡으로 먼저 나왔으며, 3달 뒤 사카이 본인이 자신의 싱글에 수록하며 셀프 커버한 것이다.
싱글은 오리콘 차트 주간 싱글차트 2위에 올랐으며, 11주간 차트에 머물렀다.

## 수록곡
| #            | 제목                                          | 작사          | 작곡                  | 편곡          | 재생 시간 |
| ------------ | --------------------------------------------- | ------------- | --------------------- | ------------- | --------- |
| 1.           | 〈〈사랑이 보이지 않아〉〉 (愛が見えない)     | 사카이 이즈미 | 오자와 마사즈미       | 하야마 타케시 | 4:05      |
| 2.           | 〈〈Teenage dream〉〉                         | 사카이 이즈미 | 쿠리바야시 세이이치로 | 아카시 마사오 | 4:54      |
| 3.           | 〈〈사랑이 보이지 않아〉〉 (Original Karaoke) |               |                       |               | 4:05      |
| 4.           | 〈〈Teenage dream〉〉 (Original Karaoke)      |               |                       |               | 4:51      |
| 총 재생 시간 | 총 재생 시간                                  | 총 재생 시간  | 총 재생 시간          | 총 재생 시간  | 17:55     |